# Zeba Islam Seraj
Zeba Islam Seraj (Daca, Bangladés, 12 de enero de 1958) es una bióloga molecular bangladesí conocida por investigar sobre el desarrollo de variedades de arroz tolerantes a la salinidad capaces de crecer en las áreas costeras de Bangladés. En la actualidad, es profesora en el Departamento de Bioquímica y Biología Molecular de la Universidad de Daca.

## Trayectoria académica
Seraj estudió en la Universidad de Daca, en su país de origen, Bangladés, obteniendo la licenciatura en Ciencias Biológicas en 1980. Completó su máster en la misma universidad en 1982. Se doctoró en Bioquímica en la Universidad de Glasgow en 1986 y realizó trabajo posdoctoral en la Universidad de Liverpool el año siguiente. Tras finalizar la estancia posdoctoral se unió al Departamento de Bioquímica y Biología Molecular de la Universidad de Daca en 1988. En esta misma universidad, se convirtió en profesora adjunta en 1991 y profesora de Biología en 1997. Como investigadora principal, supervisa proyectos de Biotecnología de Plantas financiados por subsidios locales y extranjeros desde 1991. Es investigadora visitante con la Universidad de Texas en Austin desde 2013.

## Actividad investigadora
Seraj ha establecido un laboratorio de Biotecnología Vegetal en la Universidad de Daca. Es investigadora coprincipal de un proyecto de Programa Desafío Generación (Generation Challenge Programme) - una iniciativa para usar biología molecular para impulsar la producción agrícola. Seraj ha trabajado en el mapeo de los principales QTLs de tolerancia a la salinidad en Pokkali (una variedad de arroz tradicional) y en la aplicación de marcadores para auxiliar a los programas de cría para la incorporación de tolerancia a la salinidad en arroz. También trabaja en el desarrollo de variedades de arroz genéticamente modificadas con tolerancia a la salinidad mejorada capaces de crecer en la región costera de Bangladés. Fue galardonada con el premio PEER (Partnerships for Enhacend Engagement in Reasearch) - una iniciativa de la Fundación Nacional para la Ciencia junto a la Agencia de los Estados Unidos para el Desarrollo Internacional - por usar técnicas de secuenciación de segunda generación para encontrar la base de la tolerancia a la sanidad en variedades de arroz de origen endémico a la costa de Bangladés, donde la Universidad de Texas colaboró como anfitriona.
Ha sido científica visitante en proyectos del Instituto Internacional de Investigación del Arroz, en la estación de investigación de Beaumont (Texas, Estados Unidos) del Departamento de Agricultura de los Estados Unidos (del 4 al 6 de agosto de 2003) y en el Departamento de Biología Molecular, Celular y del Desarrollo de la Universidad de Texas en Austin al serle otorgada la beca universitaria Norman Borlaug (del 15 de agosto al 15 de diciembre de 2005). Ha sido galardonada con el título de Investigadora visitante en la Universidad de Texas en Austin (de octubre de 2014 a septiembre de 2018).
En 2016 le fue concedido el premio para mujeres bangladesís Anannya Top Ten Award.

## Premios
- Anannya Top Ten Awards (2016)